# Owl City
Owl City er et amerikansk enmandsprojekt, som blev startet i 2007 af Adam Young.
Musikalsk indflydelse henter Adam Young fra bl.a. disco, synthpop og elektronisk musik.
Owl City er opkaldt efter Youngs hjemby Owatonna i staten Minnesota. 
Projektet begyndte som et af mange Myspace-bands, som efterhånden fik oparbejdet en del opmærksomhed omkring sig og endte med at få en pladekontrakt.
Efter sigende skulle det være pga. søvnløshed, at Adam Young startede projektet Owl City tilbage i 2007[kilde mangler]. I stedet for at sove begyndte han at tilbringe aftenerne og nætterne i sine forældres kælder, hvor der stod en computer og et par forskellige keyboards, som han brugte til at konstruere sange med. Numrene blev efterfølgende uploadet til Myspace, og Young fik efterhånden genereret en del opmærksomhed omkring sin musik, især nummeret ”Hello Seattle”, som i sidste ende var medvirkende til, at han kunne skrive kontrakt med et pladeselskab.
Owl City havde dog allerede inden pladekontrakten udsendt uafhængige udgivelser. Den første var EP’en Of June, der indeholdt syv numre og blev lagt på Young’s Myspace-side i juni 2007. EP’en fik massiv respons og ansporede Owl City til at lave sit første fuldlængde album, Maybe I’m Dreaming, som blev udgivet i marts 2008.
Owl Citys andet album udkom digitalt på gaden midt i juli 2009 og var oprindelig planlagt til at udkomme fysisk den 1. september, men pga. en stor efterspørgsel og over 650.000 downloads af "Fireflies" som Single Of The Week på amerikansk iTunes, blev albumudgivelsen fremskyndet, og Ocean Eyes blev udsendt fysisk den 28. juli i USA.
I 2011 udgav Adam Young sit tredje officielle Owl City album All Things Bright and Beautiful. Numre som "Deer in the Headlights" og "Galaxies" blev hurtigt fanfavoritter.
Den 20. august 2012 udgav Adam Young sit fjerde officielle album. Albummets titel er The Midsummer Station.
EP'en Ultraviolet blev udgivet den 27. juni 2014, hvilket indeholder "Beautiful Times", med violinist Lindsey Stirling.
Owl Citys femte album Mobile Orchestra udkom den 10 juli 2015. Albummet er lidt mørkere i forhold til Adams tidligere arbejde, hvilket kan bl.a. høres i sangen "This Isn't The End".

## Diskografi
- Maybe I'm Dreaming (2008)
- Ocean Eyes (2009)
- All Things Bright and Beautiful (2011)
- The Midsummer Station (2012)
- Mobile Orchestra (2015)
- Cinematic (2018)